# فريدريك فوغل
فريدريك فوغل (بالإنجليزية: Frederick Vogel)‏ هو شخصية أعمال وسياسي أمريكي، ولد في 8 مايو 1823، وتوفي في 23 أكتوبر 1892. حزبياً، نشط في الحزب الجمهوري. وقد انتخب عضو جمعية ولاية ويسكونسن.